# 東尾久
東尾久（日语：／ Higashi-ogu */?）是東京都荒川區的町名。現行行政地名為東尾久一丁目至東尾久八丁目。已實施住居表示。

## 地理
位於荒川區西北部，與西邊的西尾久合稱尾久。地區北與足立區以隅田川為界，東鄰町屋與荒川，南接西日暮里與北區，西連西尾久。
町內小工廠、商店街、住宅混雜，展現濃厚的下町風貌。都電荒川線與日暮里、舍人線通過町內。

## 歷史

### 地名由來
位於尾久東部而得名。

## 交通

### 鐵道交通
東京都交通局
- 都電荒川線：東尾久三丁目停留場、熊野前站、宮之前停留場（所在地西尾久）
- 日暮里、舍人線：赤土小學校前站、熊野前站

### 道路、橋梁
道路
- 東京都道58號台東川口線（日语：東京都道・埼玉県道58号台東川口線）（尾久橋通）
- 東京都道459號尾久町屋線（日语：東京都道459号尾久町屋線）

橋梁
- 尾久橋

## 設施
行政
- 尾久消防署
- 荒川年金事務所
- 東尾久淨化中心

公園
- 尾久之原公園

## 教育
- 荒川區立赤土小學校（日语：荒川区立赤土小学校）
- 荒川區立尾久小學校
- 荒川區立第九中學校
- 北豐島中學校、高等學校（日语：北豊島中学校・高等学校）
- 首都大學東京荒川校區

## 備註
1. ↑  町丁別世帯数及び人口一覧表（荒川区全域）[永久]